# Huang Zhong
Huang Zhong (黃忠, Huáng Zhōng), auch Hansheng (漢升, Hànshēng), (* 148 im Nanyang-Bezirk; † 221) war einer der Fünf Tigergeneräle der Shu Han unter Liu Bei.
Er begann seine militärische Laufbahn, verhältnismäßig spät, nach dem Aufstand der Gelben Turbane, als er Liu Biao als Korpskommandant diente und mit der Verteidigung von Chang Sha beauftragt wurde. Als Liu Biao später von Cao Cao angegriffen wurde, nahm Huang Zhong den Posten des stellvertretenden Generals unter Han Xuang an. In Nanjun wurde Huang Zhong von Guan Yu gefangen genommen und begab sich mitsamt seinen Truppen in Liu Beis Befehl. Dort konnte er große Erfolge bei der Eroberung von Ba Shu verbuchen, was ihm den Titel „Der die Barbaren vernichtete“ einbrachte.
Bei der Schlacht am Berg Dingjun (219) überwachte Huang Zhongs Armee wichtige Bergpässe und war in der Lage, den Wei-Kommandanten Xiahou Yuan zu töten. Für diesen Sieg wurde Huang Zhong mit dem Titel „Der den Westen erobert“ belohnt. Im selben Jahr proklamierte Liu Bei sich zum König von Han Zhong, und Huang Zhong wurde zu einem der Fünf Tigergeneräle ernannt. 221, als Liu Bei den Thron von Shu als Kaiser bestieg, wurde Huang Zhong einer der Oberbefehlshaber. Bei der Schlacht von Yi Ling, als Liu Bei Sun Quan von Wu angriff, fiel Huang Zhong auf dem Schlachtfeld.